# بخش استکهلم
بخش استکهلم (به سوئدی: Stockholms kommun) یک ناحیه شهری در سوئد است که در شهرستان استکهلم واقع شده‌است.